# Мекленбурзьке герцогство
Мекленбурзьке герцогство (нім. Herzogtum Mecklenburg; лат. Ducatus Megalopolis) — герцогство у складі Священної Римської імперії, розташоване в регіоні Мекленбург. Столицею герцогства було місто Шверін. Держава з такою назвою існувала двічі — вперше у період Пізнього середньовіччя та Раннього нового часу з 1471 по 1520 рік, а вдруге з 1695 по 1701 рік.

## Історія
Вперше держава була утворена в 1471 році, коли герцог Генріх IV об'єднав Мекленбург-Штаргардське і Мекленбург-Шверінське герцогства в єдину державу. Держава проіснувала до 7 травня 1520 року, коли вона була знову розділена, цього разу на Мекленбург-Гюстровське і Мекленбург-Шверінське герцогства.
У 1695 році єдине Мекленбурзьке герцогство було знову ненадовго відновлене після об'єднання Мекленбург-Гюстрова і Мекленбург-Шверіна. Герцогом став Фрідріх Вільгельм. У 1701 році воно було знову розділене, цього разу на Мекленбург-Шверінське і Мекленбург-Штреліцьке герцогства.

## Перелік правителів

### Перше герцогство
- Генріх IV та Іоанн VI (1471—1472)
- Генріх IV (1472—1477)
- Магнус II, Альберт VI і Бальтазар (1477—1483)
- Магнус II і Бальтазар (1483—1503)
- Бальтазар, Ерік II, Альбрехт VII і Генріх V, герцог Мекленбурзький (1503—1507)
- Ерік II, Альбрехт VII і Генріх V, герцог Мекленбурзький (1508)
- Альбрехт VII і Генріх V, герцог Мекленбург (1508—1520)

### Друге герцогство
- Фредерік Вільям (1695—1701)